# Aselgeoides quinquespinosa
Aselgeoides quinquespinosa är en insektsart som beskrevs av Synave 1956. Aselgeoides quinquespinosa ingår i släktet Aselgeoides och familjen Dictyopharidae. Inga underarter finns listade i Catalogue of Life.